# الصوالح 2 (لمهارزة الساحل)
الصوالح 2 هي إحدى مشيخات المملكة المغربية، تتبع جغرافيا لإقليم الجديدة وإداريًا للمهارزة الساحل. يقدر عدد سكانها بـ 6360 نسمة حسب الإحصاء الرسمي للسكان والسكنى لسنة 2004.